# IC 2957
IC 2957 — галактика типу SB0 (компактна витягнута галактика) у сузір'ї Велика Ведмедиця.
Цей об'єкт міститься в оригінальній редакції індексного каталогу.